# Leopold Pac Pomarnacki
Leopold Pac Pomarnacki (ur. 28 sierpnia 1907 w Koźliszkach na Litwie, zm. 25 stycznia 1992 w Radomiu) – wieloletni pracownik Lasów Państwowych, ornitolog, Sybirak, pisarz, żołnierz Polskich Sił Zbrojnych, uczestnik walk o Monte Cassino.

## Życiorys
Gimnazjum i liceum w Wilnie kończył razem z Czesławem Miłoszem. Jeszcze przed wojną publikował artykuły o tematyce łowieckiej i przyrodniczej, wydał 3 książki. Przyczynił się do powstania ogrodu zoologicznego w Wilnie.
W 1937 przeprowadził się do Radomia, gdzie w Dyrekcji Lasów Państwowych objął stanowisko łowczego. Podczas II wojny światowej został internowany i zesłany do pracy w kopalni na Workucie. Później dołączył do 2 Korpusu Polskiego. Walczył pod Monte Cassino, Anconą i Bolonią.  

## Odznaczenia wojenne[1]
- Medal Wojska – po raz pierwszy(nadanym rozkazem personalnym nr 165 dowódcy 2 korpusu z 16 kwietnia 1946);
- Brązowy Krzyż Zasługi z Mieczami;
- Krzyż Pamiątkowy Monte Cassino (nr 36 247);
- Odznaka 2 korpusu (nr 516);
- Gwiazda Italii (Italy Star);
- Medal Wojny (War Medal)
- Odznaka Grunwaldzka;
- Medal „Za udział w wojnie obronnej 1939”;
- Krzyż Czynu Bojowego Polskich Sił Zbrojnych na Zachodzie

Po wojnie wrócił do Polski i pracował w dyrekcji Lasów Państwowych (1947-1949 i 1959-1974) jako inspektor do spraw łowiectwa. W latach 1950-1958 pracował w przedsiębiorstwie "Las". Opublikował kilkaset artykułów, monografii naukowych, a także opowieści myśliwskich.
Obok budynku Regionalnej Dyrekcji Lasów Państwowych przy ul. 25 Czerwca w Radomiu posadawiono kamień pamiątkowy z tablicą dedykacyjną „Pamięci Leopolda Pac-Pomarnackiego 1907–1992, Polaka, syna Litwy, leśnika, ornitologa, pisarza, sybiraka, uczestnika walk o Monte Cassino, Przyjaciele”.
Od 1998 jedna z ulic radomskiego osiedla Młynek Janiszewski nosi imię Leopolda Pac-Pomarnackiego.
W październiku 2007 w siedzibie Regionalnej Dyrekcji Lasów Państwowych w Radomiu odbyła się sesja popularnonaukowa poświęcona pamięci Leopolda Pac-Pomarnackiego, upamiętniająca jednocześnie setną rocznicę jego urodzin.